# کوه سعیر

کوه‌های الشرح به رنگ قرمز در جنوب غربی اردن (شوبک/کوه سعیر) نشان داده شده‌اند.

کوه سعیر (عبری: הַר-שֵׂעִיר‎) نام باستانی در کتاب مقدس عبری برای منطقه ای کوهستانی است که بین دریای مرده و خلیج عقبه در شمال غربی منطقه پادشاهی ادوم و جنوب پادشاهی یهودا کشیده شده‌است.